# Lunca (okręg Marusza)
Lunca – wieś w Rumunii, w okręgu Marusza, w gminie Lunca. W 2011 roku liczyła 566 mieszkańców.